# Фюгенберг
Фюгенберг (нім. Fügenberg) — громада округу Швац у землі Тіроль, Австрія.
Фюгенберг лежить на висоті 681 м над рівнем моря і займає площу 58,5 км². Громада налічує 1341 мешканців.
Густота населення 23/км².
Громада Фюгенберг займає доволі велику територію і є туристичним центром.
|                                    |
| Фюгенберг на мапі округу та землі. |

 Адреса управління громади: Pankrazbergstraße 1, 6264 Fügenberg.